# Попытка военного переворота в Судане (сентябрь 2021)
Попытка военного переворота в Судане (тж. неофициально Революция Слоновьего Хобота) произошла 21 сентября 2021 года в 3 часа ночи по восточноафриканскому времени после начала стрельбы вблизи военной базы в Омдурмане.

## Хронология

### Предыстория
11 апреля 2019 года в период протестных акций был свергнут президент Судана Омар аль-Башир.
В сентябре 2021 года на востоке страны начались беспорядки.

### Переворот
Правительство Судана знало о готовящемся военном перевороте и ждало предпринятие путчистами первых шагов. 21 сентября 2021 года в 3 часа ночи по местному времени началась стрельба недалеко от военной базы в городе Омдурман. Целями путчистов были захват правительственных зданий, государственных СМИ и военных командований, а также арест членов Суверенного совета Судана. Также путчисты взяли под свой контроль бронетанковый корпус суданской армии. В это время действующие власти заблокировали мост, соединяющий Хартум с Омдурманом. Спустя пару часов правительство Судана заявило о подавлении путча и аресте более 40 офицеров, являющихся сторонниками Омар аль-Башира.